# 123 (песня)
«123» — песня американского рэпера Smokepurpp и канадского продюсера Murda Beatz, выпущенная 3 марта 2020 в качестве ведущего сингла из микстейпа Bless Yo Trap.
В песне Smokepurpp читает про его звёздную жизнь.

## История
Впервые сингл был анонсирован 18 января 2018 года в Instagram. 1 марта песня была выпущена на Soundcloud, а через день трек вышел официально.
В день выхода сингла Smokepurpp анонсировал микстейп Bless Yo Trap.

## Видеоклип
Видеоклип был выпущен 12 марта 2018. Он был спродюсирован Коулом Беннеттом. В клипе Smokepurpp и Murda Beatz носятся по городу на своих машинах. В HotNewHipHop отметили, что в клипе «Purpp и Murda демонстрируют свои украшения и автомобили, в то время как навыки постпродакшна Беннетта превращают видео в галлюцинацию».

## Чарты
| Чарт (2020)                              | Высшая позиция |
| ---------------------------------------- | -------------- |
| США (Bubbling Under Hot 100 Singles)     | 19             |
| США (Bubbling Under R&B/Hip-Hop Singles) | 4              |